# Station Moreton-in-Marsh
Moreton-in-Marsh is een spoorwegstation van National Rail in Moreton-in-Marsh, Cotswold in Engeland. Het station is eigendom van Network Rail en wordt beheerd door Great Western Railway. Het station is geopend in 1853.

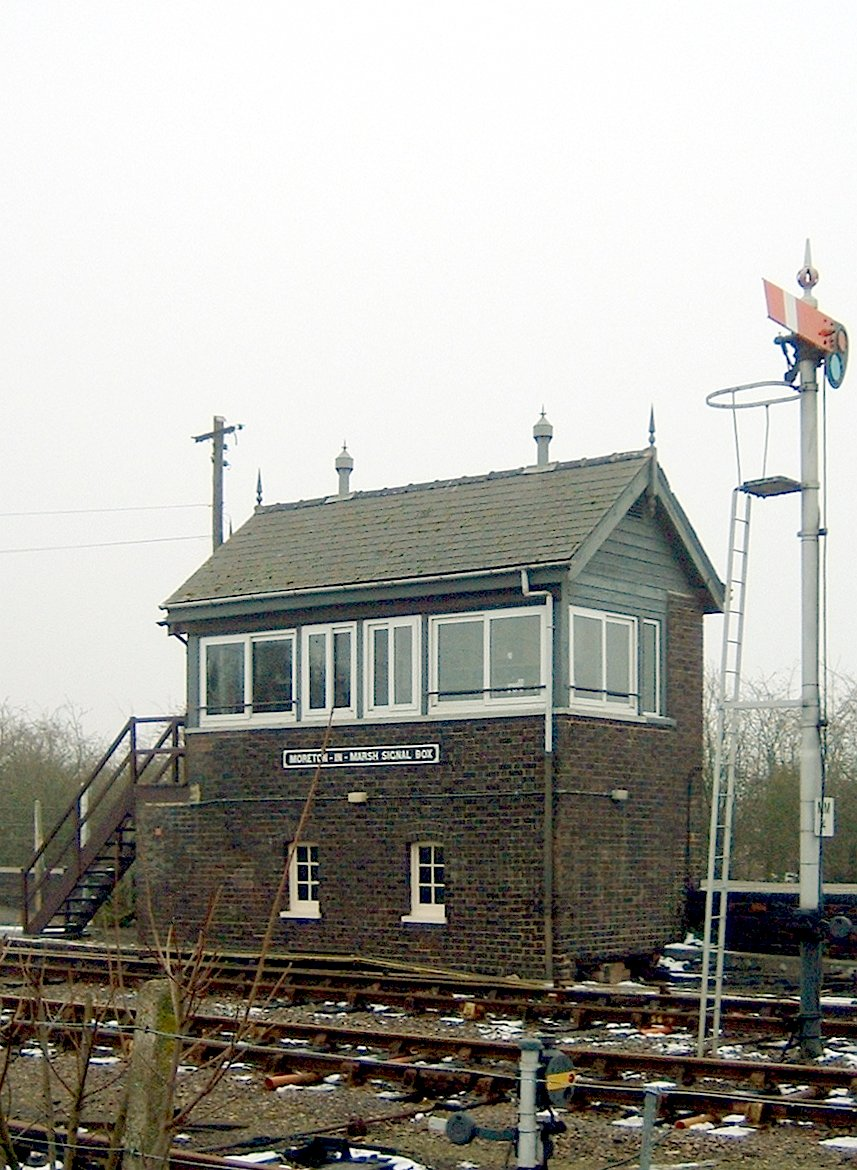
Moreton-in-Marsh seinhuis en armsein